# 49 км (зупинний пункт, Донецька залізниця, Добропільський район)
49 км — пасажирська зупинна залізнична платформа Лиманської дирекції Донецької залізниці.
Розташована між с. Благодать та Мар'ївка, Покровський район, Донецької області. Платформа розташована на лінії Покровськ — Дубове між станціями Мерцалове (18 км) та Легендарна (14 км).
Із 2007 р. пасажирське сполучення на даній ділянці припинене.
На північний захід від села Благодать, з пагорба, відкривається мальовничий краєвид на глибоку балку системи річки Водяна. За пагорбом — село Весна (колишнє Урицьке). Саме між останнім населеним пунктом і селом Степанівка Олександрівського району були розвідані величезні поклади цегляної сировини, які були визнані придатними до промислової розробки. 